# Schizachyrium cubense
Schizachyrium cubense är en gräsart som först beskrevs av Eduard Hackel, och fick sitt nu gällande namn av George Valentine Nash. Schizachyrium cubense ingår i släktet Schizachyrium och familjen gräs. Inga underarter finns listade i Catalogue of Life.